# Iulian Cristea
Iulian Cristea (Mediaș, 17 de julio de 1994) es un futbolista rumano que juega en la demarcación de defensa para el Universitatea Cluj de la Liga I.

## Selección nacional
Tras jugar con la selección de fútbol sub-21 de Rumania, finalmente hizo su debut con la selección absoluta el 10 de junio de 2019 en un partido de clasificación para la Eurocopa 2020 contra Malta que finalizó con un resultado de 0-4 a favor del combinado rumano tras los goles de Alexandru Chipciu, Dennis Man y un doblete de George Puşcaş.

## Clubes
| Club                | País    | Año       | Partidos | Goles |
| ------------------- | ------- | --------- | -------- | ----- |
| CS Gaz Metan Mediaș | Rumania | 2013-2019 | 127      | 6     |
| FCSB                | Rumania | 2019-2023 | 134      | 9     |
| F. C. Rapid 1923    | Rumania | 2023-2024 | 16       | 1     |
| Universitatea Cluj  | Rumania | 2024-     | 32       | 2     |

## Palmarés

### Títulos nacionales
| Título          | Club | País    | Año  |
| --------------- | ---- | ------- | ---- |
| Copa de Rumania | FCSB | Rumania | 2020 |